# Lasiodora differens
Lasiodora differens é uma espécie de aranha pertencente à família Theraphosidae (tarântulas).